# Ruslands republikker
Den russiske føderation er opdelt i 85 føderale enheder (russisk: субъекты, tr. subekty, "subjekter"), af hvilke 22 er kategoriseret som republikker (russisk: pеспублики, tr. respubliki). Republikkerne er oprettet som administrativt område for ikke-russiske etniciteter. Den etniske gruppe, der giver navn til republikken, betegnes som "titularnationen" (russisk: титульная нация, tr. titulnaja natsija), selvom intern immigration har medført at titularnationen ikke nødvendigvis længere udgør majoriteten i republikken.